# Aleksander Mierosławski
Aleksander Mierosławski herbu Leszczyc (zm. w kwietniu 1757 roku) – podkomorzy inowrocławski w latach 1756–1757, sędzia ziemski inowrocławski w latach 1742–1756, pisarz ziemski inowrocławski w latach 1730–1742, komornik ziemski inowrocławski, starosta kłecki.
Poseł województwa inowrocławskiego na sejm 1740 roku. Poseł województwa brzeskokujawskiego na sejm 1756 roku.